# NGC 2864
NGC 2864 este o galaxie spirală situată în constelația Hidra. A fost descoperită în 6 martie 1864 de către Albert Marth. Se află la o distanță de 146,99 de megaparseci de Pământ.